# Посольство Таджикистана в России
Посольство Республики Таджикистан в Российской Федерации (тадж. Сафорати Ҷумҳурии Тоҷикистон дар Федератсияи Русия) — официальная дипломатическая миссия Таджикистана в России, расположена в Москве на Пресне в Гранатном переулке, недалеко от станции метро «Баррикадная».

## История
9 сентября 1991 года было объявлено о выходе Таджикской ССР из СССР и о независимости Республики Таджикистан. Республика Таджикистан с первых дней независимости имела Постоянное представительство в Москве.
Дипломатические отношения между независимыми странами были установлены 9 апреля 1992 года (4 мая 1992 года в Душанбе было открыто Посольство России в Таджикистане).
25 мая 1993 года был подписан «Договор о дружбе, сотрудничестве и взаимопомощи», заложивший основу правовой базы российско-таджикского сотрудничества. Договор определил содержание, направление и формы военно-политического сотрудничества, других связей между двумя странами. Положения договора фактически придали таджикско-российским отношениям статус стратегического партнёрства, который проявился в годы гражданской войны 1992-1997 гг. в Таджикистане.
8 июня 1993 года представительство Таджикистана было преобразовано в постоянное представительство Республики Таджикистан в Российской Федерации, а 18 декабря того же года на его базе было открыто посольство Республики Таджикистан.

### Здание

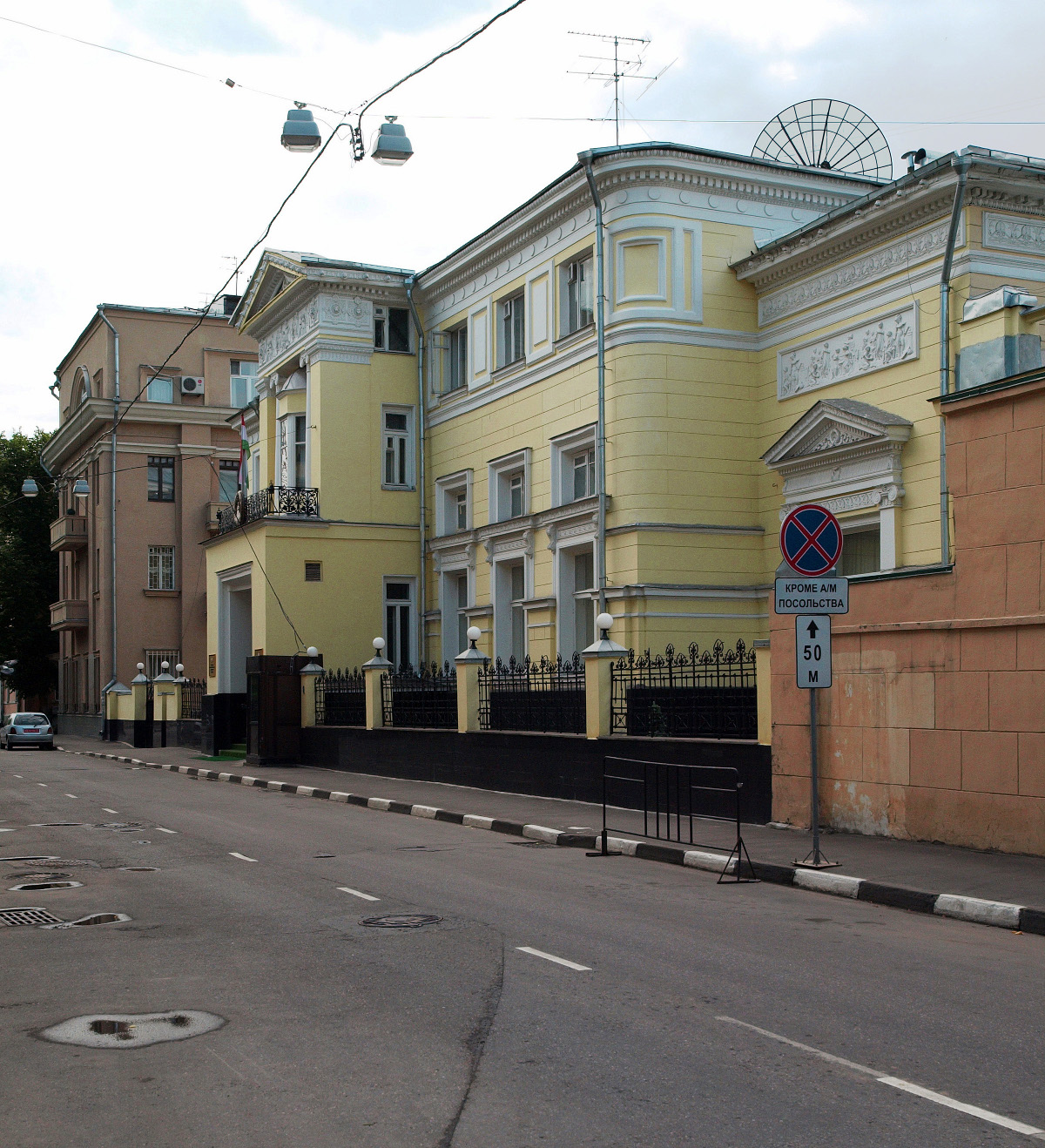
Здание посольства. Вид со стороны Вспольного переулка.

Занимаемое посольством здание — памятник истории и культуры России. Особняк был построен в 1900 году по заказу Якова Рекка (1867—1913) — основателя и директора Московского торгово-строительного общества. Архитекторы, предположительно, С. В. Шервуд и В. Д. Адамович).
В 1901 году Рекк учредил Товарищество Никольских рядов в Москве с основным капиталом в 750 тыс. рублей для владения и использования (сдача внаём торговых помещений) Никольских рядов на Никольской улице, построенных в 1900 Московским торгово-строительным акционерным обществом. Рекк поставил цель украсить город «стильными домами, которые, имея технические удобства западноевропейских городских строений, в то же время не убивали бы национального колорита Москвы». Строил дома по собственному усмотрению за счёт общества, приглашая ведущих архитекторов (Ф. О. Шехтель, Л. Н. Кекушев), затем продавал их новым владельцам.
После революции в особняк был национализирован. В 1918 году в особняке находился Высший военный совет народного комиссариата по военным делам, потом управление по командному составу Всероссийского главного штаба, а в 1920-х гг. — общежитие Красного Интернационала профессиональных союзов.

## Контакты
- Адрес: 123001, Москва, Гранатный пер., 13.
- Телефон:  +7 (495) 690-41-86,  +7 (495) 690-61-02,Факс: +7 (495) 691-89-98
- E-mail: info@tajembassy.ru

## Дополнительные службы
В Скатертном переулке, дом 19 (бывший особняк И. И. Некрасова) находится консульская служба посольства и  торговое представительство.

## Послы Таджикистана
- Абдулладжанов, Абдумалик Абдуллаевич 1993 — 1994
- Мирзоев, Рамазон Зарифович 18 января 1995 — 2001
- Сафаров, Сафар Гаюрович 1 октября 2001 года — 2007 год
- Достиев, Абдулмаджид Салимович 2 марта 2007 — 2014 год
- Сатторов, Имомудин Мирзоевич 15 мая 2014 — 2021
- Гулмахмадов, Давлатшо Курбоналиевич с 2 августа 2021